# Dvdrama
Créé en 1999, DVDrama était  un webzine français et quotidien, spécialisé dans le DVD et les films. Il offrait de nombreux portraits, des critiques de DVD, HD-DVD, Blu-Ray et de films sortant au cinéma, ainsi que des interviews dans tous ces domaines.
Fondée et dirigée par Fabrice Hautin en tant que directeur de publication, au sein de sa société Dual Net Communication, la rédaction du site était à l'origine composée de Williams Fioravanti (rédacteur en chef), Laurent Pécha, Pascal Faber, Thomas Douineau, Denis Brusseaux, Sandy Gillet, Frédéric Ambroisine, Francis Moury et Arnaud Calistri.
Très vite, une communauté très forte s'installe sur les forums du site, qui devient l'un des premiers lieux de discussion sur le cinéma et le DVD en France.
Début 2004, l'équipe se divise en deux. D'un côté, Fabrice Hautin confie la rédaction en chef à Arnaud Calistri, tout en restant directeur de la publication. Romain Le Vern, Laurent Tity, Arnaud Mangin, Caroline Leroy et Elodie Leroy rejoignent la rédaction en tant que rédacteurs.
De l'autre, Laurent Pécha, Thomas Douineau et Sandy Gillet quittent DVDrama pour fonder le site Écran Large.
En 2006 nait Excessif, site jumeau de DVDrama, regroupant la partie cinéma du site. Sophie Wittmer en prend la rédaction en chef.
En septembre 2007, une partie de l'équipe menée par Arnaud Calistri, quitte DVDrama et part fonder le site Filmsactu au sein de l'agence Mixicom.
En juillet 2008, e-TF1 (filiale du groupe TF1) achète Dual Net Communication, société qui exploite le site DVDrama.
En novembre 2009, DVDrama fusionne avec le webzine Excessif.com qui traite également des jeux vidéo et des séries télévisées.
En juillet 2012, le forum dédié est fermé. Le 23 août 2012, le webzine Excessif.com est intégré dans le site de TF1, mais en septembre 2012 plus rien ne subsiste des dossiers ou critiques des DVD et Blu-Ray de l'époque DVDrama et Excessif. Seules les sorties cinéma sont abordées. Les adresses web de DVDrama et Excessif sont redirigées vers le site web de LCI.